# National Route 9
Die National Route 9 (kurz N9) ist eine südafrikanische Nationalstraße, die in George beginnend bis nach Colesberg führt und dabei drei südafrikanische Provinzen verbindet.

## Streckenverlauf
Die N9 nimmt ihren Beginn in der Kleinstadt George am Indischen Ozean, und zwar an einem Abzweig (Kraaibosch Interchange) von der küstenparallelen Strecke der N2. Von dort quert sie das Stadtgebiet in nordwestlicher Richtung auf gemeinsamer Route mit der N12 für eine Streckenlänge von 32 Kilometern. Dabei überquert sie den Outeniqua-Pass im gleichnamigen Gebirgszug in Richtung Oudtshoorn.
Nach dem Pass zweigt die N9 von der N12 (hier zugleich R62) in östliche Richtung scharf ab und verläuft durch gebirgige Landschaft, kreuzt am Bahnhof von Camfer die Bahnstrecke George–Oudtshoorn wo unweit die Straße vom Montagu-Pass einmündet und quert weiter ostwärts den Potjiesberg Pass nach Uniondale im Tal des Flusses Kouga. Danach steigt der Straßenverlauf wieder an und fällt in das Tal des Olifants River. Nach Querung dieses Flusses gewinnt die Straße erneut an Steigung, überwindet die beiden Gebirgspässe Ghwarriepoort mit der Provinzgrenze und den Buyspoort. Vor dem Ort Willowmore schneidet die von Oudtshoorn in östliche Richtung führende Eisenbahnstrecke den Straßenverlauf.
Nach Willowmore zweigt ostwärts die R329 ab und schafft damit eine Verbindung in Richtung Gqeberha. Die N9 verläuft kurz nach Nordwesten, überwindet den Pass Perdepoort und erreicht gering besiedeltes Gebiet. Wenige Kilometer nach dem nordwestlich gerichteten Abzweig der R306 passiert sie den kleinen Ort Volstruisleegte, dem linksseitig der Stausee Beervlei am Groot River folgt. Danach führt die N9 auf einer Streckenlänge von fast 100 Kilometern zu einem Straßenkreuz am Rande von Aberdeen.
Nahe Aberdeen zweigen die R61 in westliche Richtung nach Beaufort West und die R338 in südöstliche Richtung nach Uitenhage und Port Elizabeth ab. Die N9 verläuft weiter nordöstlich, quert den Sundays River, streift das Karoo Nature Reserve (Valley of Desolation) und erreicht die Stadt Graaff-Reinet, in deren unmittelbarer Nähe sich der Camdeboo-Nationalpark befindet.
Eine Eisenbahnstrecke von Gqeberha tangiert die Stadt und begleitet nun die N9 auf ihrem immer weiter fast nördlich gerichteten Verlauf. In Graaff-Reinet quert die aus Richtung Somerset East kommende R63 die N9 und schafft eine Verbindung zum entfernten Carnarvon. Nach Graaff-Reinet überwindet die Nationalstraße den Naudeberg Pass, passiert den Ort Bethesdaweg, verläuft über den Lootsberg Pass in den östlichen Sneeuberg-Ausläufern und erreicht schließlich Middelburg.
In Middleburg führt aus fast südlicher Richtung die N10 heran, die sich für 22 Kilometer nördlich der Stadt auf gemeinsamer Streckenführung erstreckt. In Middleburg zweigen die R56 nach Osten und die R398 nach Westen ab. Kurz vor der Überquerung der Provinzgrenze zwischen Eastern Cape und Northern Cape trennen sich die Straßenverläufe der beiden Nationalstraßen. Die N10 führt hier nordwestlich in Richtung De Aar und die N9 erreicht nach wenigen Kilometern den Ort Noupoort. Hier befindet sich ein Abzweig der sie begleitenden Eisenbahnstrecke. Nach etwa 50 Kilometern vereinigt sich die N9 mit der N1 und endet kurz darauf in der Stadt Colesberg.

## Streckenausbau
In allen Abschnitten ist die Fahrbahn mit Asphaltdecke ausgebaut, abschnittsweise flankiert von befestigten und geschotterten Randbereichen. Es existieren ein- und zweispurige Richtungsfahrbahnen. Auf der N9 gibt es keine Mautabschnitte.